# Madison Mars
Madis Sillamo, mer känd under artistnamnet Madison Mars, född 1 augusti 1982 i Pärnu, är en estnisk DJ och musikproducent.
Sillamo är känd för att göra disco-inriktad elektronisk musik, och har under åren 2016 och framåt mött internationell framgång. Han har gjort jobb och släppt låtar på skivbolag som Spinnin' Records och Armada Music.
Låttexten till Sillamos låt "All they wanna be", släppt 2018, skrevs tillsammans med bland annat Benjamin Ingrosso.

## Diskografi

### Singlar
- 2015: Theme O
- 2016: Milky Way
- 2016: Ready Or Not
- 2016: Future is Now
- 2016: House Party
- 2017: We Are The Night
- 2017: Feel the Music
- 2017: It Was Me (med Jaren)
- 2017: Atom
- 2017: Stardust
- 2017: Raw
- 2017: Shuffle Shuttle
- 2017: Magneto
- 2018: All They Wanna Be (med Caslin)
- 2018: Rock Right Now
- 2018: Back the Funk
- 2018: Like Fire (med Nevve)
- 2018: My Feelings
- 2019: Home
- 2019: Lunar  (med Lucas & Steve)
- 2019: Ride
- 2019: Mirai
- 2019: Back to You
- 2019: Avalon
- 2019: New Vibe Who Dis (med Little League)
- 2019: I Will Let You Down (med KLARA)

### Remixer
- 2017: Sweater Beats – Glory Days
- 2018: Olivia Holt – Generous
- 2019: Hellberg och Leona Lewis – Headlights
- 2019: Nulbarich – VOICE
- 2019: Victor Crone – Storm
- 2019: Robin Schulz – Rather Be Alone
- 2019: Armin Van Buuren – Million Voices